# Palazzo Giuliani
Il Palazzo Giuliani è un palazzo storico situato nel centro storico di Potenza.

## Storia
Inizialmente esso fu posseduto dalla nobile famiglia dei Centomani e successivamente dai Giuliani, a cui è dedicato attualmente il palazzo. Di certo già nel XVIII secolo il palazzo apparteneva ai Giuliani, tesi accreditata dallo stemma nobiliare del casato situato sul portale d'ingresso e su un balcone ottocentesco. Il passaggio della proprietà dell'edificio dai Centomani ai Giuliani non è ben chiaro, ma è probabile che la famiglia Giuliani abbia avuto una qualche parentela con i precedenti proprietari, o forse che il palazzo sia stato regolarmente acquistato invece che ereditato.
Durante il periodo borbonico i condannati a morte erano soliti passare davanti al palazzo attraversando la via Pretoria dalle antiche carceri fino alla al pianoro di Montereale, dove veniva eseguita la sentenza; scortati dai gendarmi i prigionieri tentavano di rallentare il passo e rivolgere lo sguardo verso il balcone perché il nobile ed influente Giuliani, affacciandosi, avrebbe avuto la facoltà di annullare l'esecuzione.

## Architettura
Il portone di ingresso presenta un arco a tutto sesto in pietra grigia e consente l'accesso all’atrio interno, dove si trovano ancora gli anelli utilizzati nel passato per legare le cavalcature. Sia sul portone che sul balcone ottocentesco è presente lo stemma nobiliare della famiglia Giuliani.
Il palazzo è un bene architettonico tutelato dalla Soprintendenza Archeologia Belle Arti e Paesaggio della Basilicata.